# Финале Купа Србије у фудбалу 2019.
Финале Купа Србије 2019. године је био последњи меч у Купу Србије за сезону 2018/19. и претпоследњи такмичарски меч ове сезоне у Србији. Ово је било 13. финале Купа Србије откако је Србија постала самостална држава, а организовао га је Фудбалски савез Србије. Финале је првобитно било заказано на Стадиону Чаир у Нишу. ФСС је објавио ову вест 2. новембра 2018. на 37. седници Одбора за хитна питања ФСС-а, а првобитан датум одигравања финала је био 30. мај 2019. Након одиграних реванша полуфиналних утакмица 15. маја 2019, и проласка вечитих ривала Партизана и Црвене звезде у финале купа, такмичарска комисија ФСС-а је променила одлуку за домаћина путем жреба у којем је извучена Црвена звезда, што је значило да ће финална утакмица бити одиграна на Стадиону Рајко Митић у Београду. Промењен је и термин одигравања финала и нови термин је 23. мај 2019. у 19:00h. Ово је био други сусрет Партизана и Црвене звезде у финалу Купа Србије (први је био 2017), а укупно 11. ако се рачунају и финала одиграна у бившим државама.
Победник Купа Србије није одлучивао о пласману у европска такмичења јер је Црвена звезда преко Суперлиге Србије, где је заузела 1. место, већ изборила пласман у 1. коло квалификација за Лигу шампиона. Партизан је освајањем 3. места у Суперлиги Србије такође себи обезбедио учешће у 1. колу квалификација за Лигу Европе, али је победа у финалу Купа доносила то да се такмичење у Лиги Европе почне од 2. кола квалификација.

## Пут до финала

### Црвена звезда
Црвена звезда је суперлигашки клуб. Црвена звезда је освајач три трофеја Купа Србије. Црвена звезда је кренула у такмичење од шеснаестине финала. У шеснаестини финала су се састали са новим суперлигашем у сезони 2018/19, Динамом из Врања и победили их резултатом 2 : 0 на Стадиону Јумко у Врању. Голове за Црвену звезду у овом мечу су постигли Стојиљковић и Јовељић. У осмини финала у заосталом мечу Црвена звезда је на Стадиону Рајко Митић дочекала прволигашку екипу ТСЦ из Бачке Тополе и победила са 4 : 1 головима Симића (који је постигао два гола на мечу), Стојиљковића и Јовељића из једанаестерца. У четвртфиналу Црвена звезда је на Стадиону Рајко Митић дочекала суперлигашку екипу Радника из Сурдулице и победила је резултатом 2 : 1 головима Иванића и Бена. У полуфиналу Црвена звезда је на Стадиону Рајко Митић у првој утакмици дочекала суперлигашку екипу Младост из Лучана и победила резултатом 4 : 1 головима Јовељића, Милуновића, Павкова и Иванића. У реванш мечу полуфинала Купа Србије Младост Лучани и Црвена звезда су на Стадиону Младости у Лучанима играли нерешено 0 : 0.

### Партизан
Партизан је суперлигашки клуб. Партизан је освајач шест трофеја Купа Србије, што је рекорд, исто држе рекорд у освојеним трофејима у купу три пута заредом, они су актуелни освајачи купа, и ако освоје овај куп то ће им бити четврти узастопни куп. Партизан је кренуо у такмичење од шеснаестине финала. У шеснаестини финала су се састали са српсколигашем из зоне Београд Колубаром из Лазаревца и победили резултатом 2 : 1 на Стадиону Колубаре у Лазаревцу. Голове за Партизан су постигли Николић и Ђерлек. У осмини финала Партизан је играо против суперлигашке екипе Земуна на Градском стадиону у Земуну и победио са 2 : 0 головима Марковића и Закарића. У четвртфиналу Партизан је на Стадиону Младост у Крушевцу играо против суперлигашке екипе Напретка из Крушевца и победио је резултатом 4 : 0 головима Закарића, Пантића, Валијентеа и Гомеша. У полуфиналу Партизан је на жребу добио екипу Радничког из Ниша који су у Суперлиги Србије заузели 2. место испред Партизана. У првој утакмици је Партизан дочекао Раднички из Ниша и победио резултатом 1 : 0 голом Гомеша. У реванш мечу полуфинала Купа Србије Раднички Ниш и Партизан су на Стадиону Чаир у Нишу играли нерешено 1 : 1, гол за Партизан је постигао Тошић, па се тако Партизан пласирао у финале Купа Србије пети пут заредом.

## Пред меч

### Улазнице
Познате су цене улазница за финалну утакмицу Купа Србије за сезону 2018/19. Црвена звезда – Партизан која се игра на стадиону “Рајко Митић”, 23. маја у 19:00h. Улазнице ће се продавати преко продајне мреже www.iticket.rs. У понедељак 20. мајa, почиње продаја преко интернета од 16:00h na www.iticket.rs. У уторак 21. мајa, почиње продаја на благајнама стадиона “Рајко Митић”. Радно време благајне од 11:00h – 19:00h. Улазнице ће се продавати 21, 22. и 23. маја. За навијаче ФК Партизан улазнице ће се продавати на благајнама стадиона ФК Партизан. Цене улазница су следеће: Запад центар:1.500,00 РСД, Запад бочно:1.200,00 РСД, Исток:1.000,00 РСД, Север:500,00 РСД, Југ:500,00 РСД, ВИП 2 - цена 3.000,00 РСД, ВИП 1 и ВИП Галерија – цена 4.000,00 РСД.

### Позадина
Ово је пето финале које ће одиграти Црвена звезда има 3 победе у финалима (2007, 2010, 2012) и 1 пораз (2017). Ово је осмо финале које ће одиграти Партизан имају шест победа (2008, 2009, 2011, 2016, 2017, 2018) и 1 пораз (2015).

## Меч

### Детаљи
Домаћи тим је одређен додатним жребом одржаним након полуфиналних мечева па је из безбедносних разлога куп премештен из Ниша у Београд.
| Црвена звезда | 0 : 1 | Партизан    |
| ------------- | ----- | ----------- |
|               |       | Остојић 14’ |

| Победник Купа Србије у фудбалу 2018/19. |
| --------------------------------------- |
|                                         |
| ФК Партизан 7. титула                   |

| Црвена звезда | Партизан |

| Правила меча: 90 минута. 30 минута продужетака у случају нерешеног резултата након 90 минута. Извођење пенала, ако је резултат нерешен и након продужетака. Дванаест измена. Максимално три замене по екипи, а четврта је дозвољена у продужецима. |

| Црвена звезда:   |    |                  |     |
|                  |    |                  |     |
| Г                | 82 | Милан Борјан     |     |
| О                | 19 | Немања Милуновић |     |
| О                | 90 | Вујадин Савић    |     |
| О                | 23 | Милан Родић      | 62’ |
| О                | 30 | Филип Стојковић  | 83’ |
| С                | 3  | Бранко Јовичић   | 51’ |
| С                | 29 | Душан Јованчић   |     |
| С                | 17 | Марко Марин      |     |
| С                | 8  | Мирко Иванић     |     |
| С                | 31 | Ел Фарду Бен     | 69’ |
| Н                | 9  | Милан Павков     |     |
| Измене:          |    |                  |     |
| Г                | 1  | Зоран Поповић    |     |
| О                | 77 | Марко Гобељић    | 83’ |
| С                | 7  | Милош Вулић      |     |
| С                | 20 | Горан Чаушић     |     |
| Н                | 33 | Милан Јевтовић   |     |
| Н                | 92 | Алекса Вукановић | 51’ |
| Н                | 28 | Дејан Јовељић    | 69’ |
| Тренер:          |    |                  |     |
| Владан Милојевић |    |                  |     |

| Партизан:      |    |                    |        |     |
|                |    |                    |        |     |
| Г              | 88 | Владимир Стојковић |        |     |
| О              | 23 | Бојан Остојић      | 14’    |     |
| О              | 3  | Страхиња Павловић  | 90+4’  |     |
| О              | 73 | Немања Милетић     |        |     |
| О              | 72 | Слободан Урошевић  | 81’    |     |
| С              | 19 | Александар Шћекић  | 46’    |     |
| С              | 16 | Саша Здјелар       |        |     |
| С              | 7  | Зоран Тошић        | 90+2’  |     |
| С              | 55 | Данило Пантић      | асист. |     |
| С              | 18 | Ђорђе Ивановић     | 75’    |     |
| Н              | 11 | Рикардо Гомеш      |        |     |
| Измене:        |    |                    |        |     |
| Г              | 12 | Филип Кљајић       |        |     |
| О              | 15 | Светозар Марковић  |        |     |
| С              | 17 | Златан Шеховић     | 81’    |     |
| С              | 10 | Лазар Павловић     | 75’    | 79’ |
| С              | 22 | Саша Илић          | 90+2’  |     |
| С              | 99 | Милан Смиљанић     |        |     |
| Н              | 14 | Дејан Георгијевић  |        |     |
| Тренер:        |    |                    |        |     |
| Саво Милошевић |    |                    |        |     |

| Играч утакмице: Бојан Остојић (Партизан) |

### Тимови
| Рунда | Противник            | Резултат |
| --- | -------------------- | -------- |
| ШФ | Динамо Врање (Г)     | 2–0      |
| ОФ | ТСЦ Бачка Топола (Д) | 4–1      |
| ЧФ | Радник Сурдулица (Д) | 2–1      |
| ПФ1 | Младост Лучани (Д)   | 4–1      |
| ПФ2 | Младост Лучани (Г)   | 0–0      |
| Напомена: (Д) = Домаћин; (A) = Гост; (Н) = Неутрални терен; ШФ = Шеснаестина финала; ОФ = Осмина финала; ЧФ = Четвртфинале; ПФ = Полуфинале (2 утакмице). |                      |          |

| Рунда | Противник              | Резултат |
| --- | ---------------------- | -------- |
| ШФ | Колубара Лазаревац (Г) | 2–1      |
| ОФ | Земун (Г)              | 2–0      |
| ЧФ | Напредак Крушевац (Г)  | 4–0      |
| ПФ1 | Раднички Ниш (Д)       | 1–0      |
| ПФ2 | Раднички Ниш (Г)       | 1–1      |
| Напомена: (Д) = Домаћин; (A) = Гост; (Н) = Неутрални терен; ШФ = Шеснаестина финала; ОФ = Осмина финала; ЧФ = Четвртфинале; ПФ = Полуфинале (2 утакмице). |                        |          |

### Службена лица
Фудбалски савез Србије је 22. маја 2019. године именовао судију Новака Симовића из Ловћенца за главног судију. Новак Симовић је судија прве категорије у Фудбалском савезу Србије он је дебитант судија у финалима Купа, пошто никад није судио финалне утакмице Купа Србије. Он је већ судио на Вечитом дербију између Црвене звезде и Партизана на 160. сусрету тј на претходном дербију у којем је Црвена звезда победила 2 — 1 и у којем је свирао чак 58 фаулова и два пенала по један за оба тима, ово ће му бити други вечити дерби који ће судити. Њему ће помагати двојица најбољих помоћних судија у земљи који су били део тима интернационалног судије Милорада Мажића, а то су Далибор Ђурђевић и Милован Ристић. Функцију четвртог судије ће обављати Александар Васић, а посматрач меча ће бити Ђорђе Жутић.
| Главни судија: Новак Симовић (Ловћенац) Помоћне судије: Милован Ристић (Београд) Далибор Ђурђевић (Крушевац) Четврти судија: Александар Васић (Нови Жедник) Делегат - Спортски радник: Миодраг Јанковић (Београд) Посматрач: Ђорђе Жутић (Петроварадин) |

## После меча
Партизан је освојио Куп Србије четврти пут узастопно (16. у историји).
Тренутак одлуке догодио се у 14. минуту, после прекршаја Филипа Стојковића Партизан је добио слободан ударац, одлично је центрирао искоса са леве стране Данило Пантић, Милан Борјан је запливао у празно, а Бојан Остојић главом убацио лопту у празну мрежу.